# Eclettismo (arte)

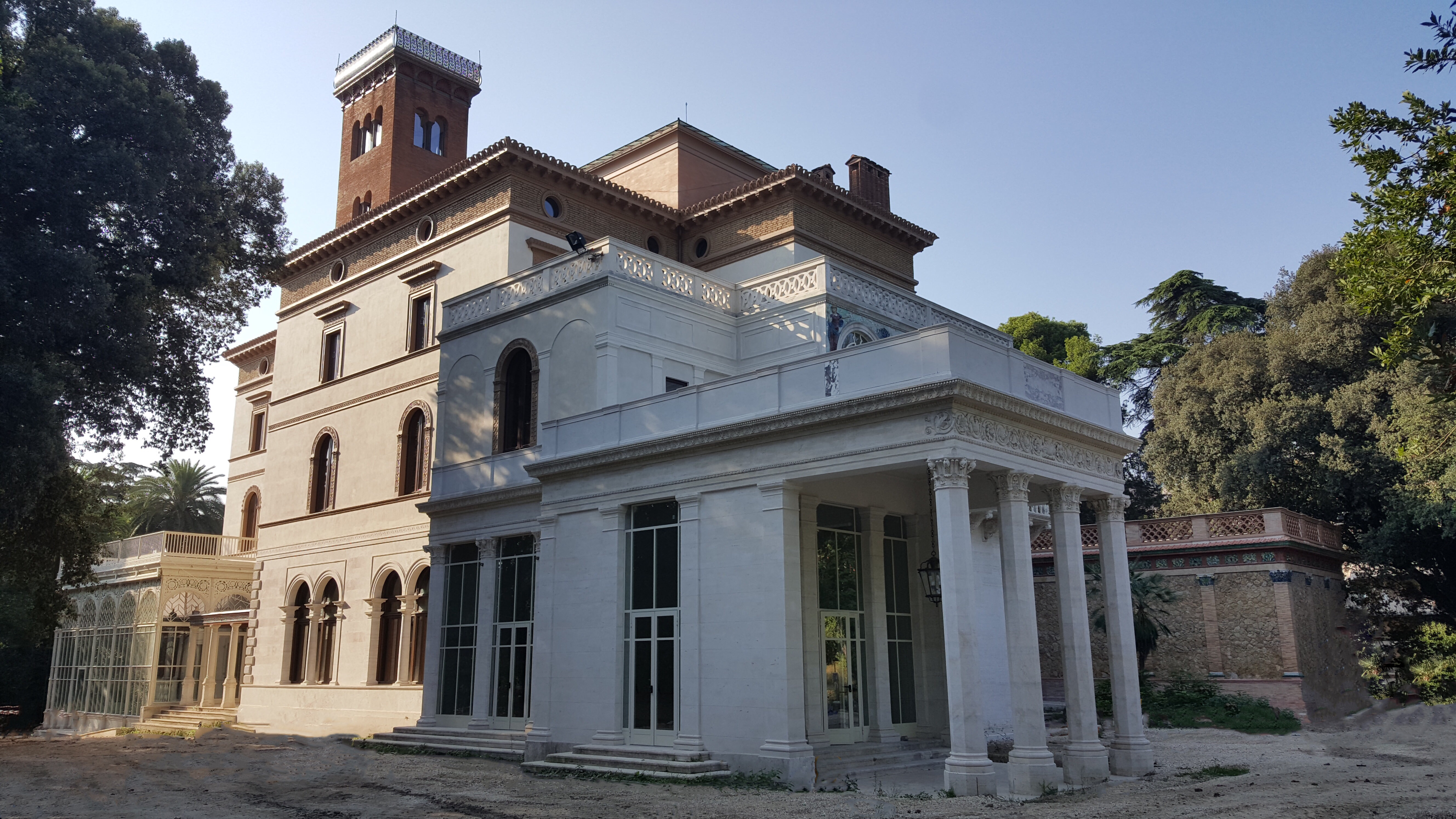
Villa Blanc, residenza romana del barone Alberto Blanc, progettata e costruita in stile eclettico da Giacomo Boni nel 1896. Nel 1996 acquistata dalla Libera università internazionale degli studi sociali "Guido Carli" (Luiss) per farne sede didattica. Foto del 2016, a ristrutturazione quasi completata.

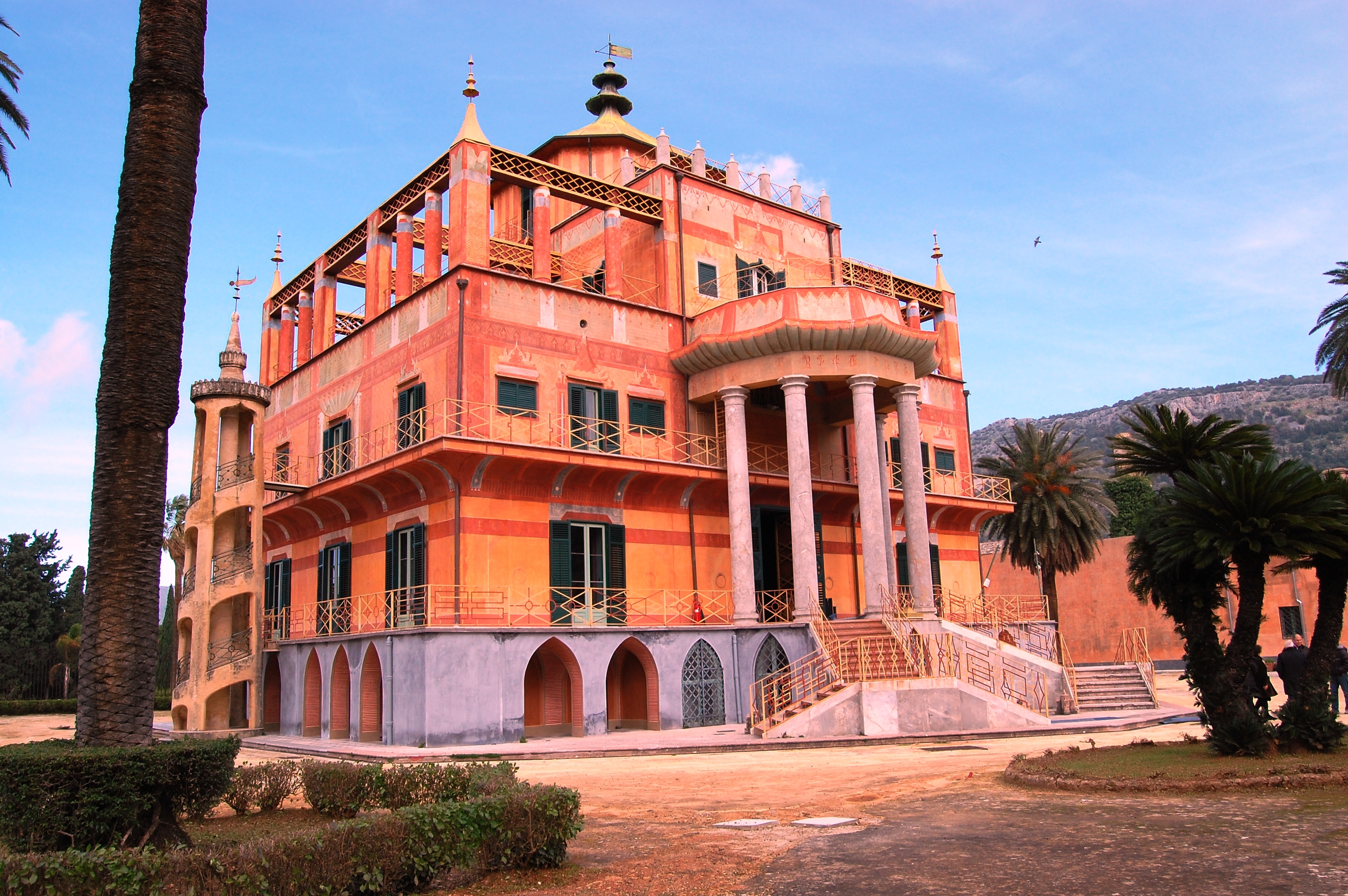
La Palazzina Cinese a Palermo.

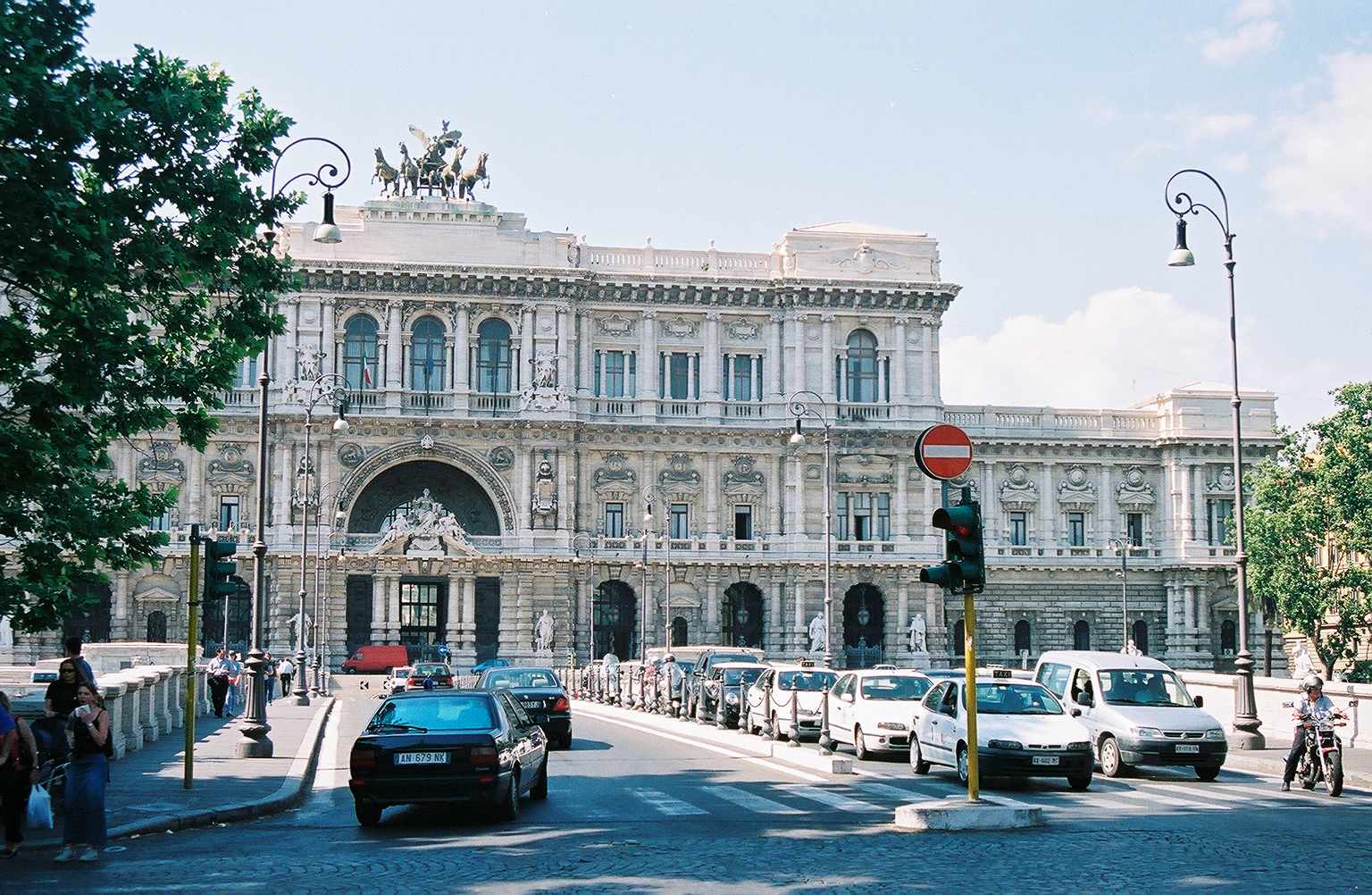
Il Palazzo di Giustizia di Roma.

In architettura, l'eclettismo definisce lo stile nato dalla mescolanza dei migliori stilemi ripresi da diversi movimenti architettonici, storici e anche esotici.

Le prime manifestazioni si verificarono nell'Inghilterra settecentesca e perdurarono per tutto l'Ottocento e parte del Novecento.
Assimilabili a questo filone anche alcune sperimentazioni della corte dei Borbone delle Due Sicilie a Palermo, nel periodo del rifugio dalla Repubblica Napoletana del 1799, come nella Palazzina Cinese.

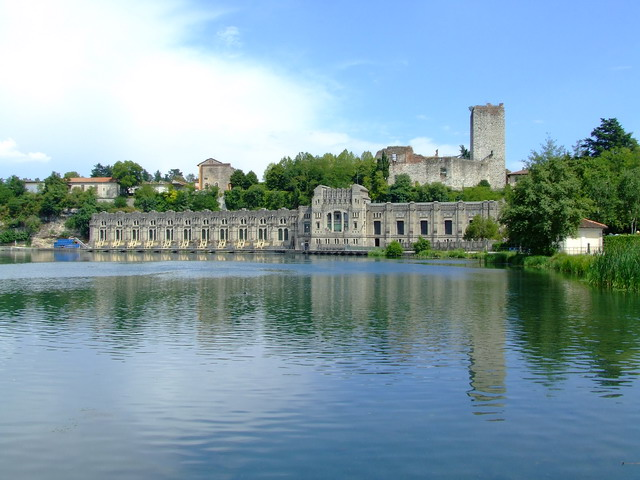
La Centrale idroelettrica Taccani di Trezzo sull'Adda.

## Storia
Nelle manifestazioni dell'eclettismo del primo Ottocento le forme riprese erano in generale quelle classiche. Infatti si sviluppò principalmente l'Architettura neoclassica che si manifestò con il recupero di concetti e forme del classicismo greco (architettura neogreca), del Rinascimento (architettura neorinascimentale) e del Barocco (architettura neobarocca). 

Nei decenni successivi si svilupparono delle tendenze di recupero dell'architettura medievale che si manifestò con l'Architettura neogotica, neoromanica e neobizantina.

Verso la fine del XIX secolo e i primi del XX ebbero molto spazio i riferimenti alle architetture esotiche (soprattutto dell'Oriente) come l'Architettura neoegizia, l'Architettura islamica (Architettura neomoresca), ma anche l'architettura cinese e indiana.

Nel corso del XX secolo si aggiungono anche caratteri stilistici dell'architettura modernista e dell'Art Nouveau.

## Arti figurative
Il termine fu introdotto nel 1700 da Johann Joachim Winckelmann, teorico del neoclassicismo nelle arti figurative, per indicare l'opera dei Carracci e la dottrina estetica da essi propugnata. Proprio a Giovanni Winckelmann viene intitolata la piazza creata negli anni cinquanta del 1900 a Roma, su una porzione del parco di Villa Blanc, capolavoro dell'architettura eclettica a cavallo tra la fine del 1800 e l'inizio del 1900.